# La casa nostra
La casa nostra és una sèrie sitcom romàntica, creada per Dani de la Orden, Oriol Capel i Eduard Sola i dirigida per Dani de la Orden i Oriol Pérez. La sèrie serà emesa en primícia per Televisió de Catalunya. El gener de 2025 es va anunciar la sèrie i a l'abril del mateix any es va conèixer el repartiment principal. Serà protagonitzada per Marc Rius i Adrian Grösser.

## Argument
La sèrie gira entorn la convivència de pares, fills i amics sota un mateix sostre, una aventura emocional protagonitzada pel Miqui, un noi que comparteix pis amb el seu amic Èric i que, en menys d'una setmana, viurà dos fets traumàtics que li canviaran la vida.

## Repartiment

### Principal
- Marc Rius com a Miqui
- Adrian Grösser com a Èric
- Paula Malia com a Berta
- Betsy Túrnez com a Candela
- Albert Ribalta com a Josep
- Llum Barrera com a Pilar
- Nuria Casas com a Ruth